# Jim Wynorski
Jim Wynorski (* 14. August 1950 in Glen Cove, Long Island, New York) ist ein US-amerikanischer Regisseur, Drehbuchautor und Filmproduzent.

## Leben
Jim Wynorski ist vor allem bekannt als Regisseur zahlreicher B-Filme. Seine Arbeiten – unter seiner Regie entstanden mehr als 110 Filme – sind zumeist dem Action- sowie Erotik-Genre zuzuordnen und es handelt sich um Low-Budget-Produktionen. Ab und an ist er auch als Schauspieler in kleinen Rollen zu sehen. Sehr oft benutzt er für seine Arbeiten Pseudonyme wie „Jay Andrews“ für Action- oder „Harold Blueberry“ für Erotikfilme. Er gilt als einer der wichtigsten Vertreter des Trashfilms.
Zunächst trat er ab 1982 als Drehbuchautor in Erscheinung, 1985 gab er mit Drei Engel auf der Todesinsel sein Regiedebüt. Als Regisseur inszenierte er bislang annähernd 100 Film- und Fernsehproduktionen.

## Filmografie (Auswahl)

### Als Regisseur
- 1985: Drei Engel auf der Todesinsel (The Lost Empire)
- 1986: Shopping (Chopping Mall)
- 1987: Mystor – Der Todesjäger II (Deathstalker II)
- 1988: Der Vampir aus dem All (Not of This Earth)
- 1989: Das grüne Ding aus dem Sumpf (The Return of the Swamp Thing)
- 1992: Munchie
- 1993: Kleine Millionärin in Not (Little Miss Millions)
- 1994: Munchie, der witzige Außerirdische (Munchie Strikes Back)
- 1994: Die Insel der Riesen-Dinosaurier (Dinosaur Island)
- 1995: Forbidden Beauty – Das Experiment (The Wasp Woman, Fernsehfilm)
- 1995: Im Netz der Leidenschaft (Victim of Desire)
- 1995: Revolver Girls (Hard Bounty)
- 1995: Demolition High
- 1995: Virtual Desire
- 1996: Vampirella
- 1997: Mad Rex – Gegen das Gesetz (Against the Law)
- 1998: Desert Thunder
- 1998: Storm Trooper
- 1999: Stealth Fighter – Raketen auf Washington (Stealth Fighter)
- 1999: Final Voyage – Kreuzfahrtschiff auf Todeskurs (Final Voyage)
- 2000: Agent Red – Ein tödlicher Auftrag
- 2000: Militia
- 2000: Rangers
- 2000: Final Crash – Concorde in den Tod (Crash Point Zero)
- 2000: Deadly Blaze (Ablaze)
- 2001: Raptor
- 2001: The Neighbor’s Wife
- 2002: Gale Force – Don’t Mess with Mother Nature
- 2002: Project Viper
- 2002: Wolfhound
- 2003: Busty Cops
- 2003: More Mercy
- 2003: Cheerleader Massacre
- 2003: Jagd auf den verlorenen Schatz (Lost Treasure)
- 2004: Curse of the Komodo
- 2004: The Thing Below
- 2004: Gargoyles – Flügel des Grauens (Gargoyles)
- 2005: Busty Cops 2
- 2005: Sub Zero – Unter Null (Sub Zero)
- 2005: Lust Connection
- 2005: Crash Landing
- 2005: Island of Beasts (Komodo vs. Cobra)
- 2006: Shockwave (A.I. Assault)
- 2006: Die Hölle am Himmel (Cry of the Winged Serpent)
- 2007: The Bone Eater
- 2009: Fire from Below – Die Flammen werden dich finden (Fire from Below)
- 2009: The Devil Wears Nada
- 2010: Dinocroc vs. Supergator
- 2011: Camel Spiders – Angriff der Monsterspinnen (Camel Spiders)
- 2012: Piranhaconda

### Als Produzent
- 1985: Drei Engel auf der Todesinsel (The Lost Empire)
- 1988: Der Vampir aus dem All (Not of This Earth)
- 1990: Hard to Die
- 1993: Dark Universe
- 1995: Revolver Girls (Hard Bounty)
- 1995: Bio Creature – Rückkehr des Grauens (Biohazard: The Alien Force)
- 1996: Vampirella
- 1996: The Assault
- 1997: Demolition U
- 1999: Storm Catcher
- 1999: Active Stealth
- 1999: Stealth Fighter
- 2000: Critical Mass – Wettlauf mit der Zeit (Critical Mass)
- 2000: Agent Red – Ein tödlicher Auftrag (Agent Red)
- 2000: Jill Rips
- 2004: Deep Evil
- 2004: Gargoyles – Flügel des Grauens (Gargoyles)

### Als Drehbuchautor
- 1982: Sorceress – Die Mächte des Lichts (Sorceress)
- 1983: Screwballs – Das affengeile Klassenzimmer (Screwballs)
- 1986: Shopping (Chopping Mall)
- 1988: Der Vampir aus dem All (Not of This Earth), mit R. J. Robertson
- 1990: Highway Chaoten
- 1991: Beastmaster II – Der Zeitspringer (Beastmaster 2: Through the Portal of Time)
- 1992: House IV
- 1992: Cold Sweat
- 1992: Munchie
- 1993: Kleine Millionärin in Not (Little Miss Millions)
- 1994: Munchie, der witzige Außerirdische (Munchie Strikes Back)
- 2001: Raptor
- 2004: Gargoyles – Flügel des Grauens (Gargoyles)
- 2005: Crash Landing
- 2006: Shockwave
- 2010: Dinocroc vs. Supergator

### Als Schauspieler
- 1995: Attack of the 60 Foot Centerfold
- 2007: Brain Dead

### Filme über Wynorski
- 2009: Popatopolis